# Traducción e Interpretación
Se denomina Traducción e Interpretación (Traductorado, en algunas regiones de América Latina) a los estudios universitarios cuyo fin es formar a mediadores lingüísticos profesionales, es decir, traductores e intérpretes. La ciencia que rige la teoría, la descripción y la aplicación de estos estudios es la traductología.
Los estudios de Traducción e Interpretación se rigen en torno a una combinación lingüística conformada generalmente por tres idiomas o lenguas de trabajo:
- Lengua A: lengua materna o equivalente, de la que se posee un dominio completo.
- Lengua B: primera lengua extranjera o lengua de especialidad, de la que se posee un dominio activo, es decir, se trabaja desde y hacia dicha lengua.
- Lengua C: segunda lengua extranjera, de la que se posee un dominio pasivo, es decir, sólo se trabaja desde dicha lengua hacia la lengua A. Opcionalmente, puede cursarse una tercera lengua extranjera o lengua D, de la que se posee igualmente un dominio pasivo.[cita requerida]

Estos estudios tienen una duración de entre uno y cuatro años, según el país y la etapa universitaria (grado o máster). Los centros que se encargan de su docencia suelen ser las facultades o escuelas universitarias de Traducción e Interpretación, si bien existen universidades donde estos estudios están adscritos a las facultades de Filosofía y Letras, Comunicación o incluso de Derecho.[cita requerida]
La superación de estos estudios conlleva la obtención de un título académico reconocido de traductor o intérprete, si bien este no es requisito para poder ejercer, dado que se trata de una profesión aún no regulada en la mayoría de países. De aquí surgen cuestiones de debate, como es el intrusismo profesional, ya que existe la idea errónea de que el mero conocimiento y dominio de idiomas es suficiente para poder ejercer como traductor o intérprete profesional. Por ello, en los últimos años se ha venido exigiendo la creación de un colegio profesional que vele y regule la profesión de traductor e intérprete, máxime si se considera su marco jurídico, como es el derecho a contar con un servicio de traducción e interpretación de calidad en los procesos penales.
Si bien estos estudios se denominan en su conjunto Traducción e Interpretación, ambas disciplinas remiten a dos actividades profesionales diferentes. Aunque el término traducción puede utilizarse en sentido amplio, habitualmente se reserva únicamente para la transmisión por escrito, siendo el intérprete quien transmite un discurso de tipo oral. Como consecuencia, desde la instauración de estos estudios universitarios, existe un debate académico sobre si unificar ambas disciplinas representa el mejor método de formación.[cita requerida]
El color académico relacionado con estos estudios es el verde azulado, también relacionado con la diplomacia y los asuntos exteriores.[cita requerida]

## El Inicio

### Escuelas medievales de traductores
En la Edad Media, los traductores comienzan a destacar su labor, como mensajeros de la cultura en el Oriente. En los años 770-780, se realizan las primeras traducciones de libros de astronomía en sánscrito, llamados originalmente siddhantas, escritos por el astrónomo Kanka, gracias a Muhannad ben Ibrahim al-Fazari y a Yaqub ben Tariq. Los iraníes se convirtieron en su generalidad al islam luego de la conquista árabe, pero no dejaron olvidadas sus raíces, gracias al arduo trabajo de traducción que familias y generaciones enteras decidieron concretar (los Nawbajt, siglos XVIII-X). Dichas traducciones se basaron por largo tiempo en versiones sirias del siglo III de ilustrados del Oriente.[cita requerida]

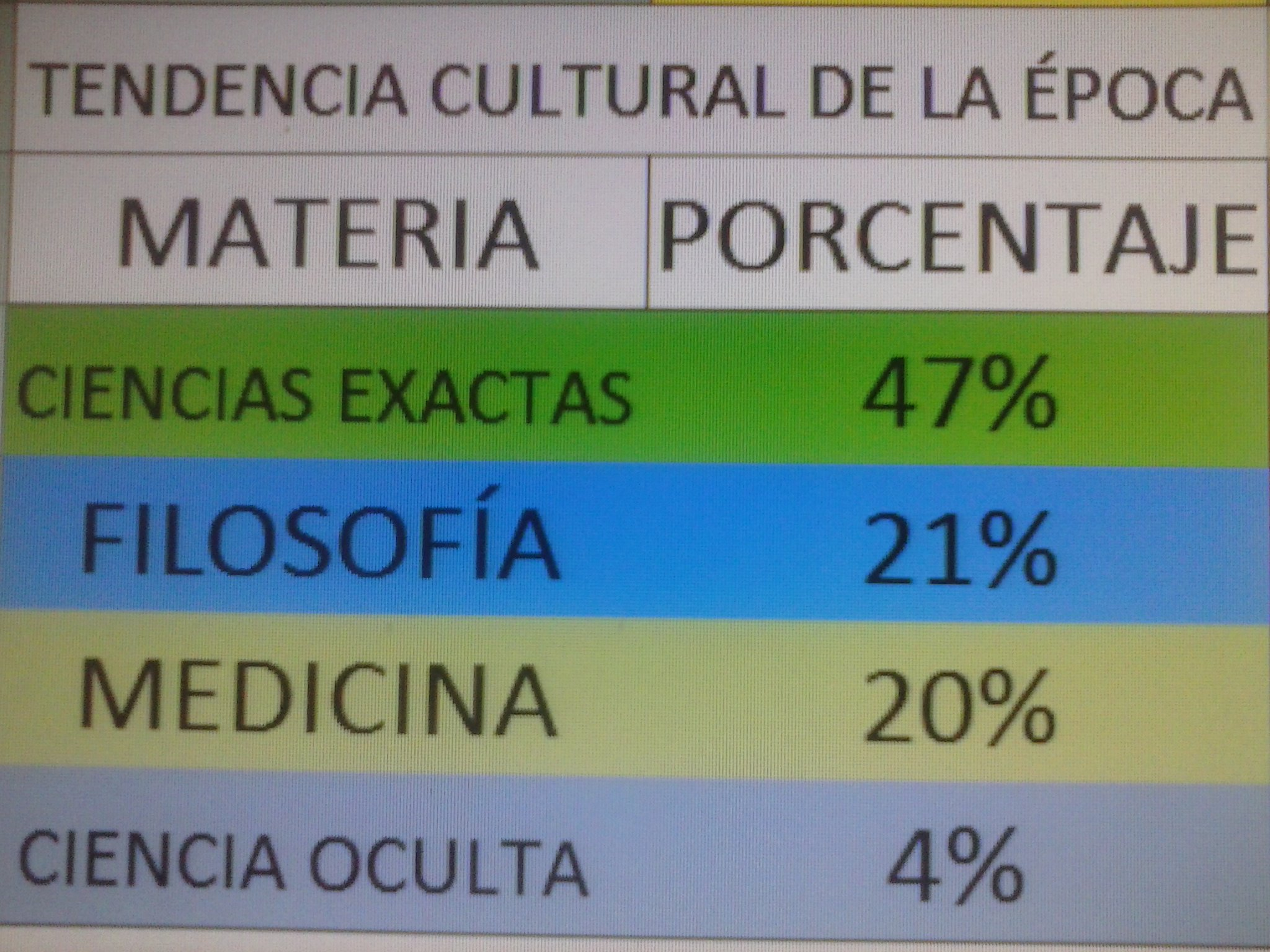
Esta tabla muestra el porcentaje de traducciones de algunas de las temáticas más importantes en la Edad Media.

En cuanto a los árabes, se afirma que no extendieron demasiado su interés en la traducción de textos del griego, aunque por supuesto hubo traducciones de relevancia como episodios de la leyenda del caballo de Troya y los huevos de oro, además de algunos poemas de Homero. Asimismo, los traductores latinos fueron muy selectos con los textos que recibieron del árabe. Gracias al príncipe omeya Jalid ben al-Yazid, un curioso empedernido por la alquimia, se fundaron las primeras bibliotecas árabes (700-720); fueron el resultado de una mínima compilación de traducciones de un grupo de filósofos griegos de obras en griego y copto (etapa final del idioma egipcio antiguo) de alquimia. Luego, la dinastía abbasí decidió seguir los pasos de Jalid, apresurando su adquisición de manuscritos. En el mundo árabe existieron dos tipos de editores:
- El Estado, con el califa como representante dentro del bayt al-hikma, una organización fundada en el siglo IX.
- Los privados (mecenas), que se limitaban a imitar lo que observaban de la corte.

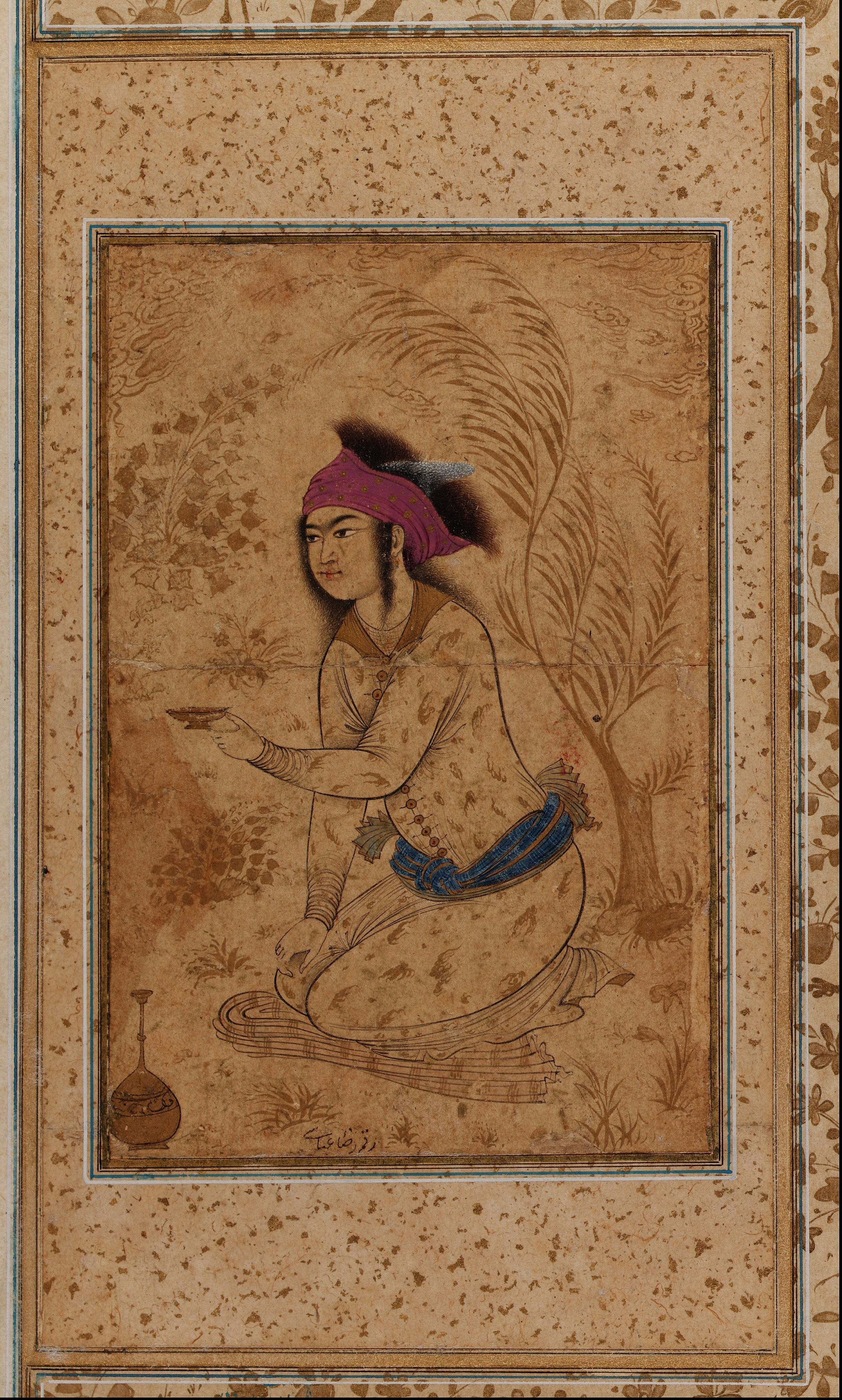
Joven perteneciente a la dinastía Abbasí.

### En Europa
En Occidente principia el auge de importancia que la cultura recibía en estos tiempos y que era adquirida entre otras acciones por la traducción. Es así como Alfredo el Grande, de Inglaterra, recibe el título de Rey-traductor al ordenar la traducción a lenguas vulgares de las obras consideradas indispensables "en el conocimiento del hombre". En la península ibérica, más exactamente en la ciudad de Toledo, ciudad que sucedió a los califas en la acción traductora, hubo grandes riñas por la apropiación forzada de la familia Banu du-l-Nun de libros de las bibliotecas. El rey Al-Mamún de Toledo creó entonces un centro de estudios astronómicos para escudar dicho problema. Además, los imprescindibles aportes al judaísmo hispano durante la dominación musulmana y el centro de estudios talmúdicos dieron vida a la escuela de traductores con la ayuda del arzobispo de Osma (Raimundo) nombrado en 1109, impulsado según Menéndez Vidal por “la fuerza de las circunstancias que le obligaron a apoyar dichas traducciones:
- El contacto con los extranjeros.
- La presencia del grupo mozárabe, ya que el arzobispo se daría cuenta de que aquellos clérigos suyos mozárabes cuya lengua materna era el árabe podrían traducir al romance, mientras que otros lo pondrían en latín.

Por otra parte, el sector judío poseía academias muy florecientes, debido a que en ellas dictaban sus conocimientos los sabios que habían llegado a la capital del reino desde Sevilla y Lucerna. Entre los traductores en la época de Raimundo destacaron tres:
- Juan Hispano: Hispano-hebreo, trabajó como traductor y compilador-autor, respaldado por el arzobispo (1130-1150). Tradujo tratados sobre astrología, astronomía, medicina y matemáticas. Entre estos, el más importante fue el de filosofía, ya que permitió difundir el pensamiento de Al-Farabi, Ibn Gabirol y Al-Gazzali.
- Domingo Gonzalvo: Fue uno de los fundadores de la escuela toledana. Traductor del campo filosófico únicamente aproximadamente desde 1130 al 1180. Al igual que su colega Juan Hispano, es considerado uno de los pioneros del Renacimiento literario-científico formado un siglo después.
- Gerardo de Cremona: Nacido en Cremona el 1114, arriba en Toledo en 1167, se beneficia de judíos y mozárabes para luego finalizar su traducción del Almagesto. Además de ésta, realizó traducciones para el campo matemático, astronomía griega, física y mecánica, medicina griega y astrología.

Luego de la muerte de Raimundo en 1187 aparece unos años después el reinado de Alfonso X. La escuela de Toledo se debilita en grandes proporciones; sin embargo, este rango de transición dio al mundo grandes discípulos, entre los que cabe destacar a Marcos de Toledo (médico hispánico y canónigo), Hernán Alemán (trabajó para el rey Manfredo). En esta época primarán las traducciones en romance sobre el latín, al igual que los traductores judíos sobre los cristianos. Los grupos de traducción se amplían, conformándose de un arabista y un romancista, asistidos por capituladores y glosadores.

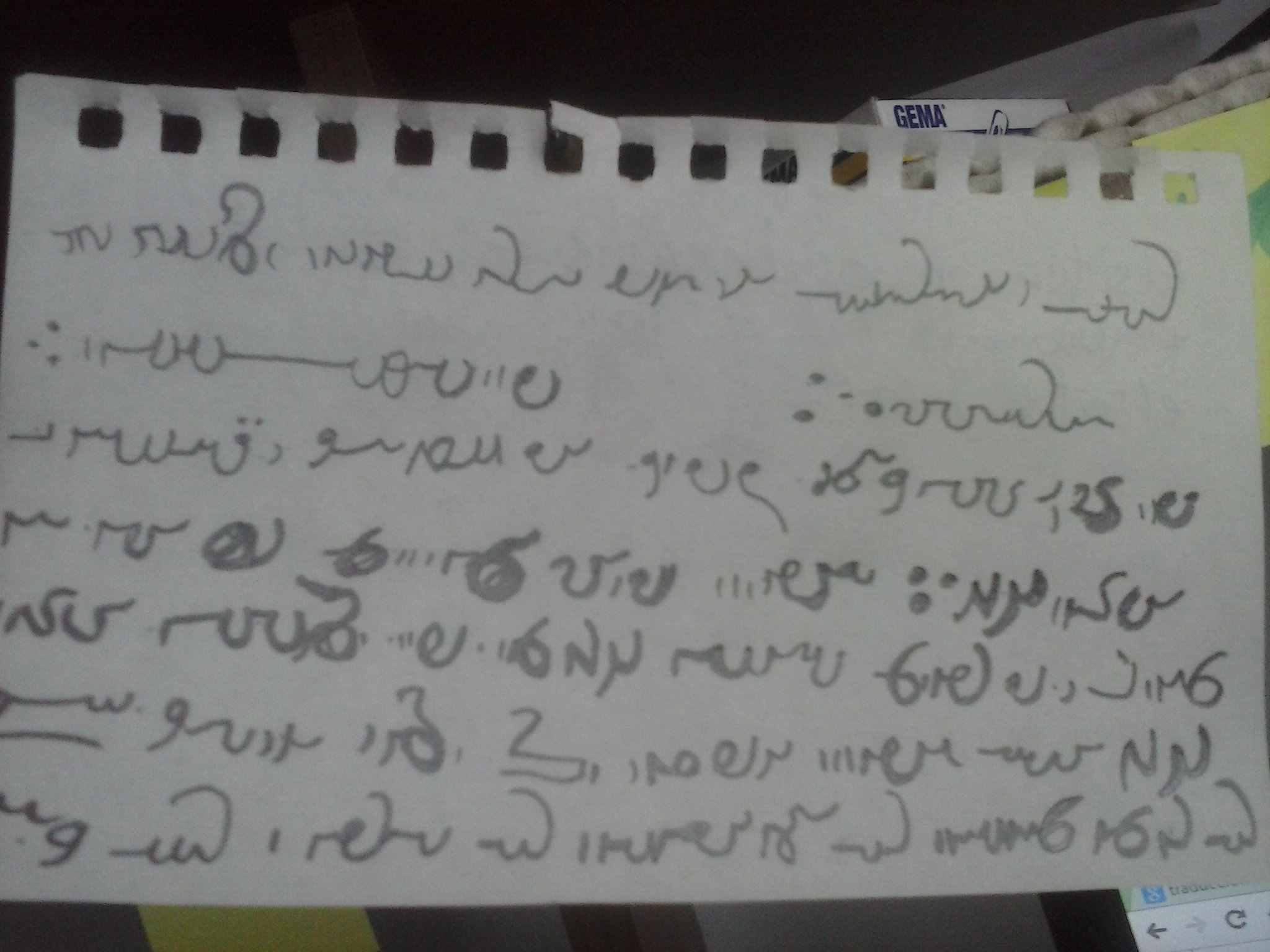
El sistema de escritura Pahleví es consonántico, su sentido de escritura es de derecha a izquierda.

## Nacimiento de los estudios universitarios
Los estudios de traducción e interpretación en el seno de la universidad cuentan con una corta tradición. Se trata de una carrera relativamente nueva.
La Escuela de Traductores de Moscú, fundada en 1930, se puede considerar el primer centro de enseñanza universitaria moderna en traducción e interpretación.
Más tarde, en 1941, se funda la Escuela Internacional de Traductores e Intérpretes de la Universidad de Ginebra, la cual empieza a ofertar cursos especializados en interpretación, con el objetivo de formar a intérpretes profesionales que respondieran a una demanda creciente de esta actividad en los organismos internacionales. Tal es el caso de la celebración de los juicios de Núremberg, que dan lugar al nacimiento de la interpretación simultánea tal y como la conocemos hoy en día.
Otro centro pionero en la enseñanza universitaria de estos estudios fue la Escuela Superior de Traductores e Intérpretes de la Sorbona en París (l'É.S.I.T.).
Como casos más destacados pueden mencionarse universidades de reconocido prestigio como Heidelberg, Leipzig y Maguncia, en Alemania; Graz, Innsbruck y Viena, en Austria; Gante, ISTI y Amberes, en Bélgica; Aarhus y Copenhague, en Dinamarca; Estrasburgo II y París III, en Francia; Tampere y Turku, en Finlandia; Bath y Heriot-Watt, en Reino Unido; Bologna (Forlì), Trieste y Milán, en Italia, y Granada y Barcelona, en España.

### España
La enseñanza universitaria de la traducción y la interpretación surgió en respuesta a varios factores:
- La intensificación de las relaciones internacionales, especialmente con los países de la entonces Comunidad Económica Europea.
- La ausencia de una formación reglada que obligaba a los traductores al autodidactismo. Ni las escuelas de idiomas ni las facultades de filología tenían entre sus objetivos la formación de traductores.
- La práctica de la traducción por personas que, aun disponiendo de conocimientos de otra lengua, no contaban con las habilidades necesarias para ejercer esta labor, afectando negativamente al prestigio de la profesión. Esto se hacía patente en la inquietud expresada en entornos diversos, como medios de comunicación y congresos profesionales.

Al igual que en otros países europeos, la creciente necesidad de traducciones de calidad llevó a que las universidades universitarias decidieran dar apoyo institucional a la profesión. En los setenta del siglo XX, se crearon las primeras escuelas universitarias de traductores e intérpretes (EUTI), en la Universidad Autónoma de Barcelona (1972) y la Universidad de Granada (1979). La carrera ofrecida por estas escuelas era una diplomatura, de tres años de duración.
En la década de los noventa, las EUTI se convirtieron en facultades de traducción o se integraron en otras facultades, normalmente en las de filosofía y letras o de comunicación. Estas instituciones ofrecían licenciaturas en traducción e interpretación. La licenciatura se ofrecía bien como estudios de primer y segundo ciclo, con una duración de cuatro años, o solamente como estudios de segundo ciclo, accesibles para los titulares de una diplomatura en cualquier materia. Además, la licenciatura aportó una acreditación alternativa al examen para la concesión del título de traductor jurado.
Con la adaptación de las universidades españolas al proceso de Bolonia, las licenciaturas se sustituyeron por el título de grado universitario, manteniendo generalmente la duración de cuatro años. En algunas universidades se introdujeron también estudios de máster, de uno o dos años de duración.
A principios del siglo XXI, esta era una de las carreras más demandadas por los estudiantes de primer curso. Esto llevó una inflación de la oferta académica en traducción, en parte debido a la fundación de universidades privadas en España. Por su parte, las facultades más prestigiosas se vieron obligadas a imponer notas de corte muy altas.

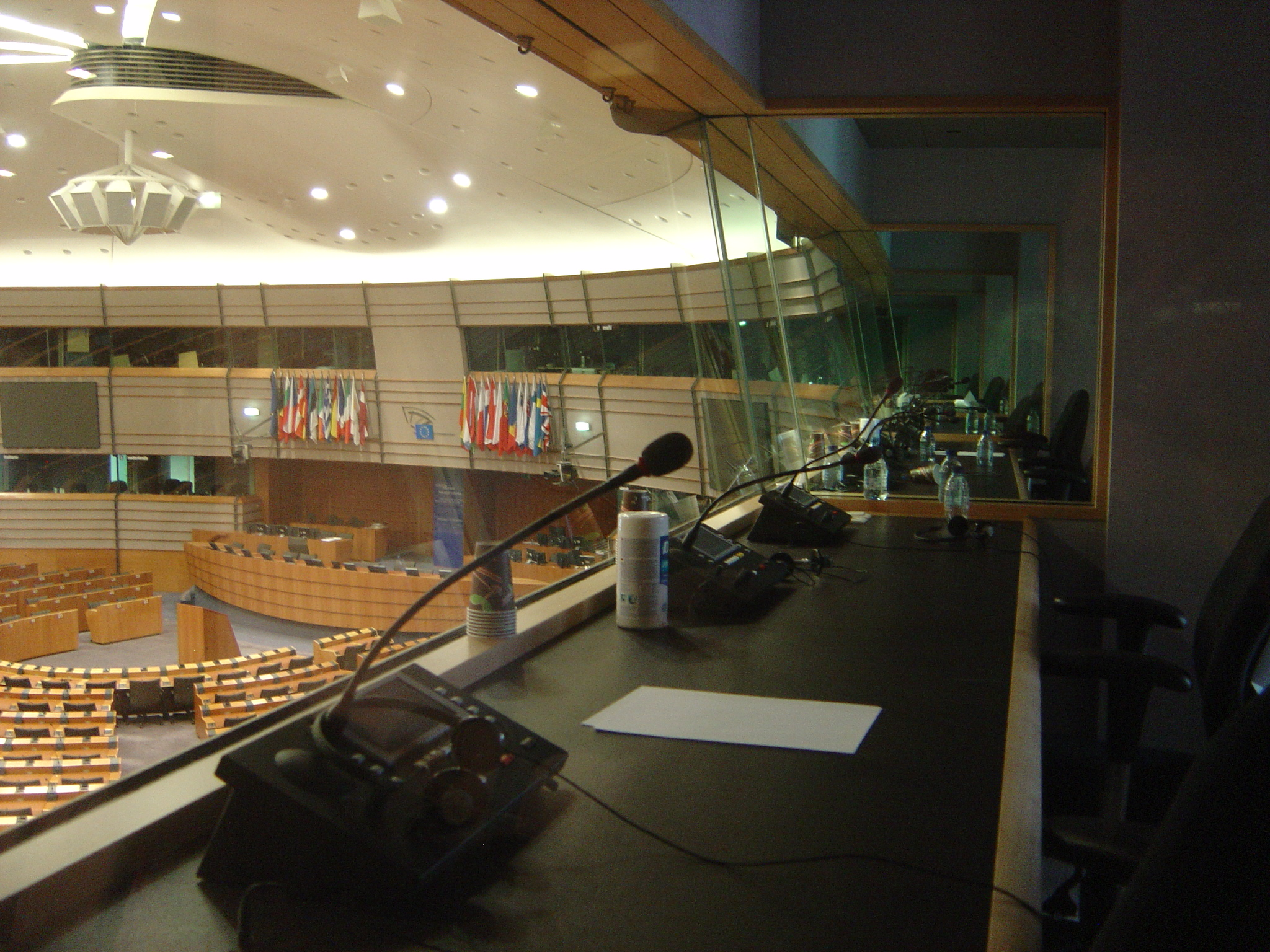
Cabina de interpretación.

## Diseño curricular de los planes de estudios
Por lo general, la enseñanza de grado está destinada a la formación de traductores e intérpretes generalistas que han adquirido los conocimientos mínimos necesarios para el correcto ejercicio de la profesión. En cambio, los diferentes posgrados o másteres en esta disciplina suelen centrarse en un ámbito específico de la traducción o interpretación, con vistas a formar a traductores e intérpretes especializados en un área del saber (traducción jurídica, traducción científica, traducción literaria, interpretación de conferencias, etc.). En ese sentido, la reforma universitaria de Bolonia ha desempeñado un papel determinante, puesto que ha llevado a la extinción de las licenciaturas para ser sustituidas por los actuales grados y másteres. Según el nuevo espacio universitario europeo, las enseñanzas deben ahora estar estructuradas de la siguiente forma:
- Grado: el estudiante adquiere los conocimientos básicos que le permiten entrar en el mercado laboral.
- Máster: el estudiante, tras haber adquirido una formación de grado, adquiere los conocimientos necesarios para especializarse en un área determinada; su obtención permite acceder, si se desea, a un programa de doctorado.
- Doctorado: a diferencia de las dos etapas anteriores, su naturaleza no es profesional sino de investigación, más centrada en la parte teórica de la profesión (traductología).

Existe una serie de enseñanzas mínimas que deben ser incluidas en la formación básica del traductor e intérprete profesional. Esta formación básica se basa en los conocimientos exigidos en el proceso de traducción e interpretación, que son:
- Perfecto dominio de la lengua materna en todos sus registros.
- Conocimiento avanzado de las lenguas objeto de traducción, en especial normativa gramatical, redacción, comprensión oral, léxico y fraseología.
- Conocimiento de la cultura de las lenguas de trabajo, lo que permitirá hacer frente a la resolución de las llamadas referencias culturales, para lograr sugestionar al lector sin perder la esencia que el autor quiere transmitir.
- Identificación del tipo de texto al que se enfrenta, debido a que, según dicha categorización, se logrará una comprensión más exacta de su lectura y por consiguiente de su traducción.
- Acceso a fuentes de información de calidad, dentro de las cuales se incluyen diccionarios (bilingües y monolingües), enciclopedias, gramáticas, normas de redacción, revistas, periódicos y cualquier otro material de referencia.
- Conocimientos terminológicos, que permiten al traductor tratar con los vocablos propios de la ciencia o materia para la que traducen, así como la elaboración de glosarios.
- Conocimientos de las TAO, justificado por un mercado laboral donde la informática tiene cada vez mayor importancia en el ejercicio de la traducción.
- Fundamentos teóricos básicos que permitan comprender la traducción e interpretación como ciencia.
- Conocimiento de deontología profesional, con el objetivo de que el estudiante sea consciente de la ética y los valores de la profesión.

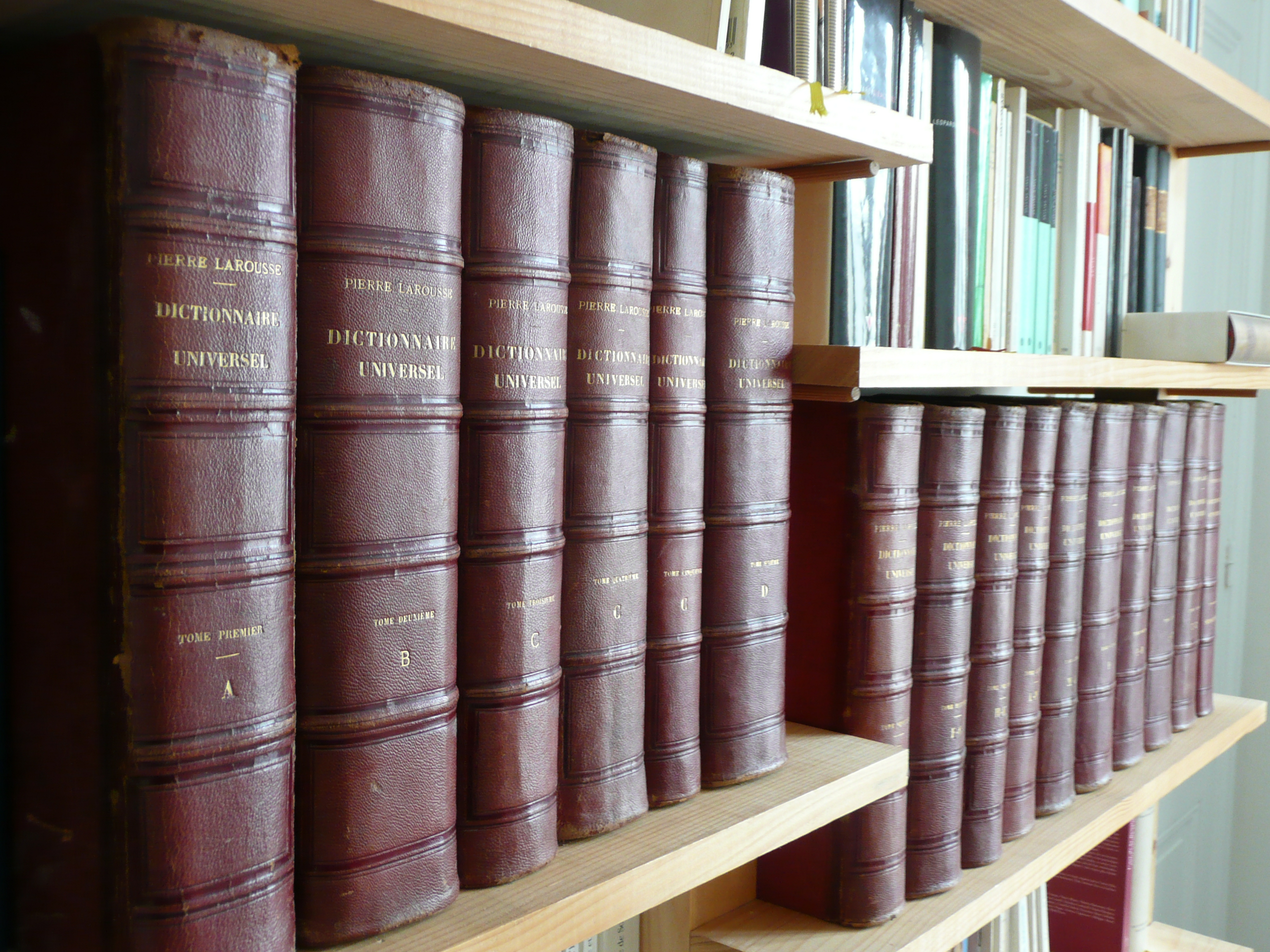
Diccionarios, una de las fuentes de consulta utilizadas durante la traducción escrita.

Partiendo de estos conocimientos mínimos, los módulos que suelen componer la formación universitaria en Traducción e Interpretación son:
- Lengua A y su cultura
- Lengua B y su cultura
- Lengua C y su cultura
- Herramientas para la Traducción e Interpretación: documentación, informática aplicada y terminología
- Fundamentos teóricos: traductología y lingüística aplicada
- Deontología profesional
- Práctica de la traducción en las lenguas B y C
- Interpretación en lengua B

Además de estos conocimientos mínimos, la formación se complementa con módulos específicos, entre los que se suelen encontrar:
- Traducción en ámbitos específicos (jurídico, económico, comercial, científico, técnico, literario, multimedia, etc.)
- Interpretación en ámbitos específicos (conferencias, servicios públicos, comercio, turismo, etc.)
- Lengua D y su cultura (tercera lengua extranjera)
- Literatura
- Edición y maquetación de textos
- Fundamentos de distintas áreas del saber: economía, derecho, organismos internacionales, etc.

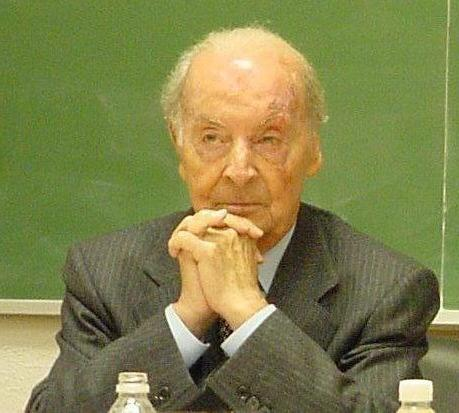
Valentín García Yebra, reconocido filólogo y traductor español.

- Prácticas en empresa

## Universidades que ofrecen Traducción e Interpretación

### España
Universidades que imparten estos estudios en España:
- Andalucía
  - Universidad de Córdoba
  - Universidad de Granada
  - Universidad de Málaga

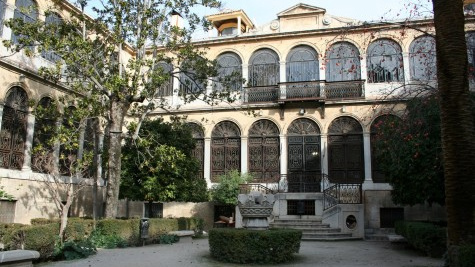
Palacio de las Columnas, sede de la Facultad de Traducción e Interpretación de la Universidad de Granada.

  - Universidad Pablo de Olavide (Sevilla)
- Aragón
  - Universidad San Jorge
- Castilla y León
  - Universidad de Valladolid
  - Universidad de Salamanca
  - Facultad de Traducción e Interpretación de Soria
- Cataluña
  - Facultad de Traducción e Interpretación (Universidad Autónoma de Barcelona)
  - Universidad Pompeu Fabra
  - Universidad de Vic
- Canarias
  - Universidad de Las Palmas de Gran Canaria
- Comunidad Valenciana
  - Universidad de Alicante
  - Universidad Europea de Valencia
  - Universidad Jaume I (Castellón)
  - Universidad de Valencia
- Galicia
  - Universidad de Vigo
- Madrid
  - Universidad Complutense
  - Universidad Autónoma de Madrid
  - Universidad Alfonso X El Sabio
  - Universidad Antonio Nebrija
  - Universidad Europea de Madrid
  - Universidad Pontificia de Comillas
  - Universidad Rey Juan Carlos
- Murcia
  - Universidad de Murcia
- País Vasco
  - Universidad del País Vasco

### América
En América Latina, la carrera de Traducción e Interpretación está comenzando a tomar un grado general de importancia e interés. Las siguientes universidades ofrecen licenciaturas con reconocimiento internacional.[cita requerida]
- Argentina
  - Universidad Nacional de Córdoba (UNC)
  - Universidad Argentina de la Empresa (Fundación UADE)
  - Universidad del Salvador (USAL)
  - Universidad del Museo Social Argentino (UMSA)
  - Universidad de Buenos Aires (UBA), entre otras
- Chile
  - Universidad de la Serena
  - Universidad de Concepción
  - Universidad de Playa Ancha, Valparaíso
  - Pontificia Universidad Católica de Valparaíso
  - Universidad de las Américas (UDLA), Santiago
  - Universidad de las Ciencias de la Informática (Ucinf), Santiago
  - Instituto profesional EATRI, Santiago
  - UNIACC, Santiago
- Colombia
  - Universidad de Antioquia (UdeA), Medellín
    - Escuela de Idiomas
- Costa Rica
  - Universidad Nacional de Costa Rica (UNA), Heredia
- Guatemala
  - Universidad de San Carlos de Guatemala (USAC), Ciudad de Guatemala
  - Universidad Mariano Gálvez de Guatemala
  - Universidad Galileo
- México
  - Universidad Autónoma de Baja California (UABC)
  - Universidad Autónoma de Nuevo León (UANL)
  - Universidad Madero Puebla (UMAD)
    - Instituto Superior de Intérpretes y Traductores (ISIT)
    - Centro Universitario Angloamericano Campus Churubusco (CDMX)
    - Centro Universitario Angloamericano Campus Cuernavaca
    - Centro Universitario Angloamericano Campus Guadalajara
    - Centro Universitario Angloamericano Campus Torreón
    - Centro Universitario Angloamericano Campus Morelia

  - Universidad Autónoma del Estado de México (UAEM)
    - Facultad de Lenguas

  - INTER Centro de Estudios Superiores, Plantel Izcalli
  - UTECA Universidad Tecnológica Americana (CDMX)

- Perú

Universidades peruanas autorizadas y licenciadas por la Sunedu, que 
cuentan con Facultad de Traducción e Interpretación en el Perú 
- - Universidad Femenina del Sagrado Corazón – UNIFÉ – Facultad de Traducción e Interpretación y Ciencias de la Comunicación.
  - Universidad Ricardo Palma – URP – Facultad de Humanidades y Lenguas Modernas. Carrera Profesional de Traducción e Interpretación.
  - Universidad César Vallejo – UCV – Facultad de Educación e Idiomas – Carrera Profesional de Traducción e Interpretación.
  - Universidad Peruana de Ciencias Aplicadas – UPC – Facultad de Ciencias Humanas – Carrera de Traducción e Interpretación Profesional.

- Venezuela
  - Universidad Central de Venezuela, Caracas
  - Universidad de los Andes, Mérida

### Suiza[9]
- Facultad de Traducción e Interpretación de la Universidad de Ginebra
- Zürcher Hochschule für Angewandte Wissenschaften